# Barbara Bayer
Barbara Bayer, geborene Nasler (* 25. Mai 1827 in Lubenz (Lubenec) bei Luditz (Žlutice) in Westböhmen; † 18. Oktober 1887 in Karlsbad) war eine Bäckerin und die Erstproduzentin der Karlsbader Oblaten.

## Leben
Barbara Nasler kam als junge Frau in den Kurort Karlsbad, verehelichte sich mit dem Polizisten Michael Bayer (* 29. September 1812 in Amplatz (Oplot)), gründete im Jahr 1867 die erste gewerbliche Oblatenbäckerei in Karlsbad und machte die „Karlsbader Oblaten - Barbara Bayer“ zu einer Spezialität des Kurortes. Es waren dünne Teigscheiben aus ungesäuertem Mehlteig ohne Zusatz von Triebmitteln. Sie wurden zwischen heißen, runden Eisenplatten von etwa 18 Zentimeter Durchmesser gebacken, waren mit gesundheitsförderndem Karlsbader Sprudelsalz gewürzt und mit gemahlenen Nüssen und Mandeln verfeinert. Das hauchdünne Gebäck kam mit geprägter Firmenbezeichnung in den Handel. Es war nur wenig gesüßt und hatte den Geruch nach gebräunter Butter. In Karlsbad waren anspruchsvolle Kurgäste die ersten begeisterten Kunden. Im Jahre 1876 begann Kaiser Wilhelm I. die Karlsbader Oblaten zu schätzen und Barbara Bayer erhielt 1884 den Titel kaiserlich-preußischer Hoflieferant.

## Nachkommen
Nach dem Ableben von Barbara Bayer im Jahr 1887 übernahm Karl Bayer (* Karlsbad 9. August 1856) die Oblatenherstellung nach dem geheim gehaltenen Rezept. Nach dem Bau eines Fabrikationsbetriebes im Jahr 1899 erweiterte sich der Kundenkreis dieser Karlsbader Spezialität bis zu europäischen Fürsten- und Königshäusern und dem Kaiserhaus der Habsburger in Wien. Karl Bayer erhielt den Titel k.u.k. Hoflieferant. Medaillen und Ehrendiplome folgten und die „Karlsbader Oblaten“ wurden ganz allgemein ein beliebter Geschenkartikel. Die Produktion überstand den Ersten Weltkrieg und das Ende der Monarchie Österreich-Ungarn mit dem Ausbleiben der Stammkunden. Das Sortiment wurde auf preisgünstige Angebote umgestellt. Ende des Zweiten Weltkriegs, am 19. April 1945, wurde die Bäckerei der Familie Bayer bei einem US-amerikanischen Luftangriff auf Karlsbad von Brandbomben getroffen.

## Produktion in Geretsried
Im Jahr 1946 wurden die Eigentümer der Großbäckerei der „Karlsbader Oblaten“ als Deutsche auf Grund der Beneš-Dekrete zu Gunsten der Tschechoslowakei enteignet. Die Familie Bayer kam als Heimatvertriebene nach Geretsried in Oberbayern. Das Ehepaar Herbert und Wilma Bayer wagte mit dem Originalrezept der „Karlsbader Oblaten“ einen Neuanfang der Herstellung. Karlsbader Oblaten werden heute online verkauft, aber auch in Karlovy Vary (Karlsbad) von Klein- und Kleinstbäckern frisch hergestellt im Straßenverkauf angeboten. Sie erinnern mit dem Becherovka, einem Nachfolgegetränk des „Karlsbader Becherbitter“, an Barbara Bayer und den Apotheker Josef Vitus Becher.
Durch die Jahre bestand ein Streit zwischen der Bundesrepublik Deutschland und Tschechien über eine rechtlich gesicherte Verwendung des Namens „Karlsbader Oblaten“, in tschechischer Sprache „Karlovarské oplatky“. Die Bezeichnung ist seit 2011 eine geschützte geographische Herkunftsbezeichnung in deutscher Sprache.